# Riu Oise
L’Oise és un riu franco-belga, alfuent per la dreta del Sena. El riu neix a Bèlgica, a 309 msnm al Bois de Bourlers, a Forges, al sud de Chimay (Hainaut) i s'uneix al Sena a Conflans-Sainte-Honorine (Yvelines). Bona part del seu curs és navegable. El riu Oise dona nom als departaments de l'Oise, la Val-d'Oise i el desaparegut Sena i Oise. El principal dels afluents és l'Aisne, amb 300 km de llargada i 7.920 km² de conca.

## Hidrologia

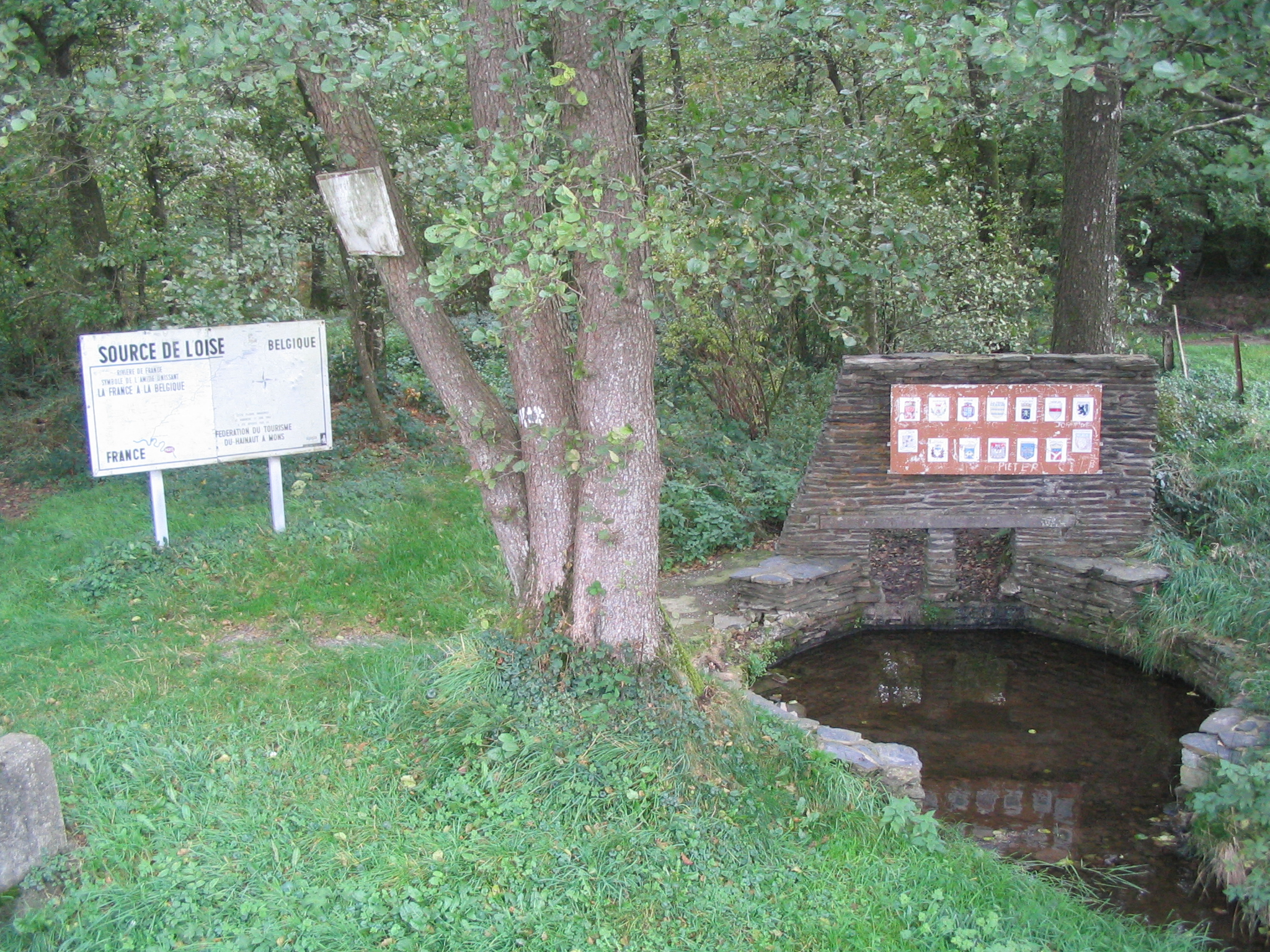
Les fonts de l'Oise, a Bèlgica, als massís de la Fagne, prop de Chimay.

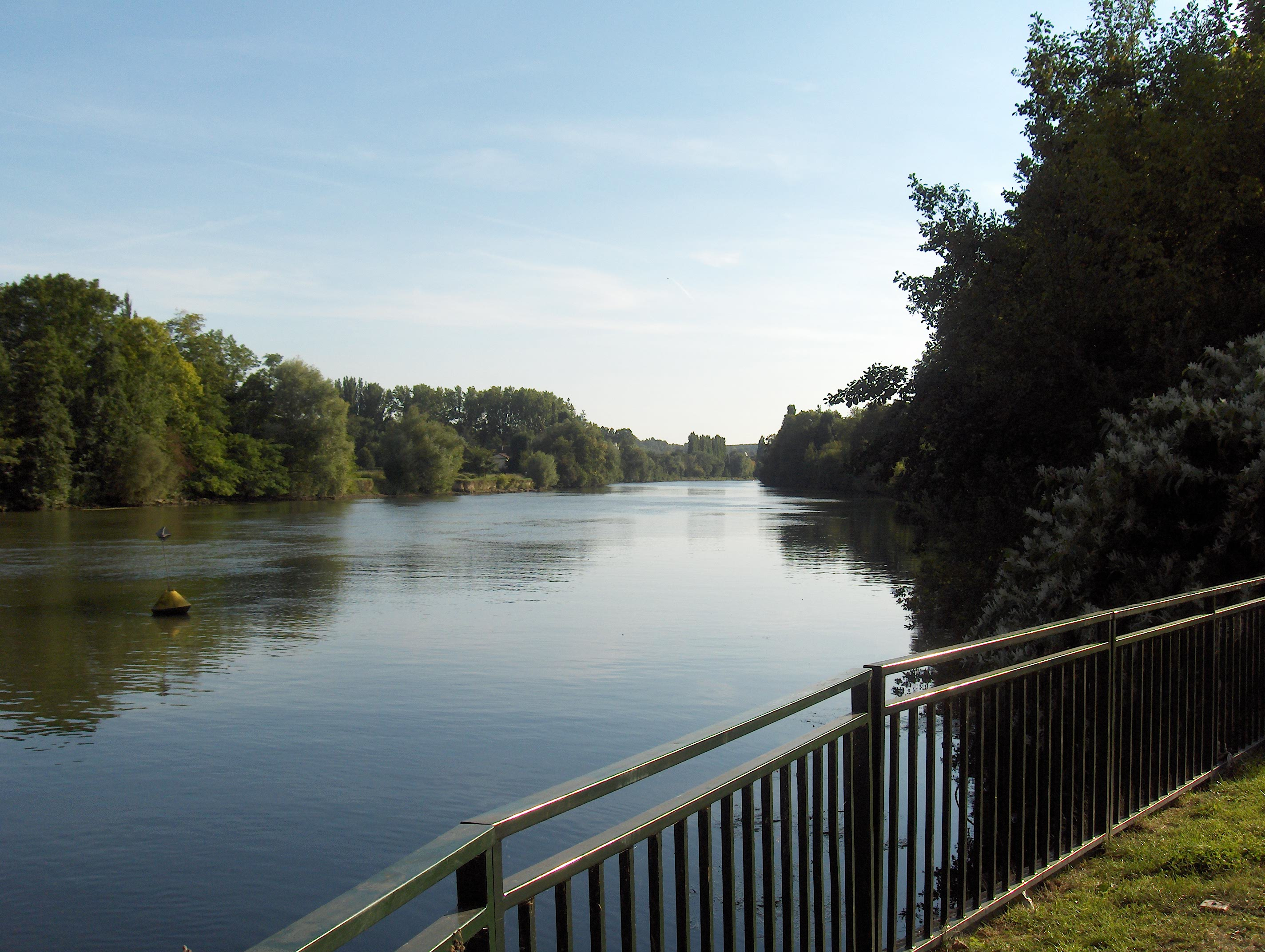
L'Oise a Butry-sur-Oise

L'Oise és un riu força regular i ben alimentat durant tot l'any. El seu règim ha estat estudiat durant 49 anys (1960-2008), a Pont-Sainte-Maxence, situat al departament de l'Oise, no gaire lluny de la seva unió amb el Sena. En aquest indret la conca hidrogràfica del riu és de 14.200 km² respecte al total de 16.667, o sigui el 85,2% del total.
En aquest indret el cabal mitjà és de 109 m³ per segon.
Les fluctuacions són poc importants, amb un màxim a l'hivern i primers de la primavera (142 a 187 m³ per segon) i un mínim de juliol a octubre, amb un mínim al setembre de 47,4 m³.
Cabal mensual de l'Oise (en m³/s) mesurat a l'estació hidrològica de Pont-Sainte-Maxence
Dades procedents de 49 anys

## Principals afluents

### Per la dreta
Per la dreta l'Oise rep els següents afluents
- Noirieu. 33 km de llargada
- Verse. 21,5 km
- Divette, de 15,1 km de llargada
- Matz, de unos 20 km de llargada
- Aronde, de 26 km de llargada
- Brêche, de 51 km de llargada
- Thérain, de 94,3 km de llargada
- Esches, de 20,2 km de llargada
- Sausseron, de 19,7 km de llargada
- Viosne, de 27 km de llargada

### Per l'esquerra
Per l'esquerra l'Oise rep els següents afluents:
- Riu Gland. 36,7 km de llargada
- Thon. 56,4 km de llargada
- Serre. 96 km de llargada
- Ailette. 59,5 km de llargada
- Riu Aisne. 300 km de llargada
- Automne. 33,9 km de llargada
- Nonette. 41 km de llargada
- Thève. 33,5 km de llargada

## Illes del riu
- Illa d'Aubins (Bruyères-sur-Oise).
- Illa de Champagne (Champagne-sur-Oise).
- Illa de la Dérivation (L'Isle-Adam).
- Illa du Prieuré (L'Isle-Adam).
- Illa de la Cohue (L'Isle-Adam).
- Illa de Vaux (Méry-sur-Oise).
- Illa de Pothuis (Pontoise).
- Illa Saint-Martin (Pontoise).
- Illa de la Dérivation (Saint-Ouen-l'Aumône i Éragny).